# Elly Mayday

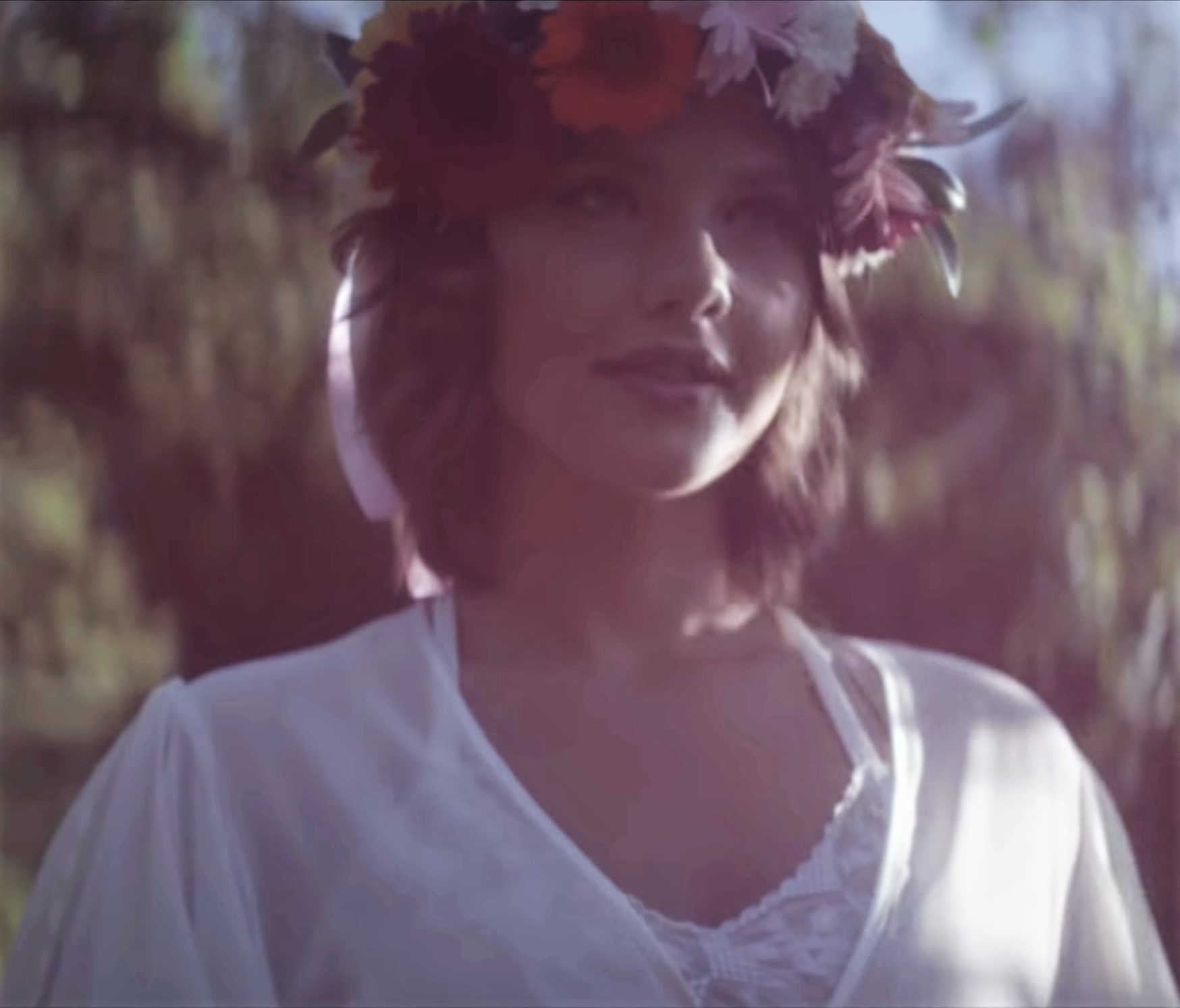
Elly Mayday in A Perfect 14

Elly Mayday, geborene Ashley Shandrel Luther, (* 15. April 1988 in Aylesbury; † 1. März 2019 in Vancouver) war ein kanadisches Model und Multiplikatorin für die Frauengesundheit. Sie wurde für ihren Kampf gegen Eierstockkrebs bekannt und oft mit Operationsnarben und einer durch eine Chemotherapie verursachten Glatze fotografiert.

## Jugend
Ashley Shandrel Luther wurde am 15. April 1988 geboren und wuchs mit drei Brüdern auf einer Farm in der Nähe von Aylesbury, einem Dorf mit nur 50 Einwohnern in Saskatchewan, auf. Ihre Familie baute Getreide an, züchtete Vieh, Pferde, Schweine und Hühner und betrieb ein Restaurant. Ihre Mutter war Künstlerin. Mayday ging im Alter von 13 Jahren ins Internat, studierte Geschlechterforschung und Psychologie an der Universität und wohnte anschließend bei ihrem Bruder in Vancouver.

## Modelkarriere

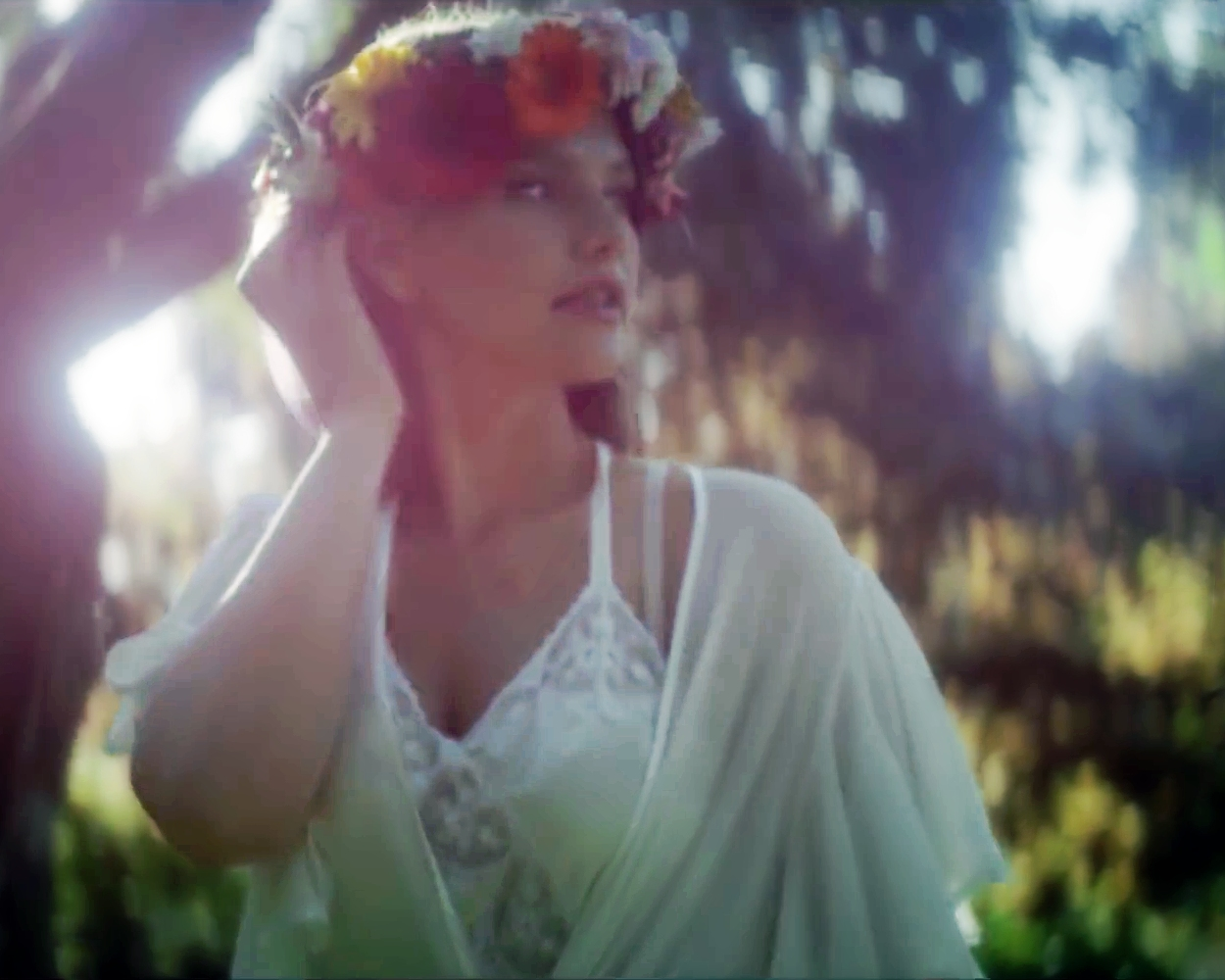
Elly Mayday in A Perfect 14

Als sie 23 Jahre alt war, arbeitete sie als Flugbegleiterin für Sunwing Airlines, wobei sie Charterflüge nach Kuba, Mexiko und Jamaika betreute. Sie versuchte nebenher, als Model zu arbeiten. Sie nahm ihren Künstlernamen, Elly Mayday an, eine Kombination aus Elly May Clampett, eines Tomboys mit der Figur eines Pin-up-Girls aus The Beverly Hillbillies, und dem Notruf-Begriff aus der Luftfahrt. Man sagte ihr, sie sei mit 1,73 m nicht groß oder dünn genug als traditionelles Model, aber ihre 34-29-44-Maße in Zoll (in cm: 86-74-112) seien ideal für Pin-up-Models. Sie gewann den Wettbewerb einer lokalen Automobilausstellung und war das Hauptthema eines preisgekrönten Dokumentarfilms über ihre Krebs- und Modelkarriere mit dem Titel A Perfect 14, der sich auf die amerikanische Damenkonfektionsgröße 14 bezog, was europäisch der Größe 44 und international XXL entspricht.
Als erste Symptome ihres Krebsleidens hatte sie unerträgliche Schmerzen im unteren Rücken und Unterleib, begleitet vom Druck im unteren Bauch, wiederkehrenden Blasenentzündungen und einem ständigen Gefühl des Unwohlseins. Sie ging deshalb viermal in die Notaufnahme. Die behandelnden Ärzte zogen aufgrund ihres Alters Krebs nicht in Betracht. Stattdessen erklärten sie ihr, dass ihre Symptome ein Ergebnis ihres Gewichts seien, und rieten ihr, ihren Rumpf zu trainieren und zu stärken. Sie nahm daraufhin 14 kg ab, aber ihre Schmerzen ließen nicht nach.
Die fortgesetzten Castings waren erfolgreich, so dass sie Anfang 2013 ein Model für Forever Yours wurde, einen auf alle Größen spezialisierten Dessous-Hersteller in Vancouver. Ihre Symptome nahmen im Sommer 2013 zu und sie kehrte zu ihren Ärzten zurück und sagte, dass sie sich weigern würde zu arbeiten, bis die Diagnose feststehe. Daraufhin wurde bei ihr im Alter von 25 Jahren ein bösartiger Tumor am Eierstock diagnostiziert, der bei Frauen unter 40 Jahren sehr selten auftritt.
Elly Mayday unterzog sich vier Operationen, darunter einer Hysterektomie, bei der Narben zurückblieben, und einer dreimonatigen Chemotherapie, durch die sie eine Glatze bekam. Sie setzte ihre Arbeit als Fotomodell dennoch fort und beschloss, ihre Kahlheit und Narben zu nutzen, um über ihren Krebs zu sprechen. Sonya Perkins, die Besitzerin von Forever Yours, zögerte zunächst, sagte aber, die Kampagne sei ein Erfolg gewesen. Fotos von Mayday mit Glatze und Operationsnarben haben zu Zehntausenden von Anhängern auf Facebook geführt. Sie erhielt auch einen internationalen Modelvertrag mit Jaclyn Sarka, der Gründerin von JAG Models in New York City, die ihre Fotos auf Instagram gesehen hatte, bevor sie von ihrer Krebsdiagnose erfuhr.
Ursprünglich wurde sie als Plus-Size-Model kategorisiert, ein Label, das sie ablehnte, indem sie sagte, dass sie mit Größe 14 (EU 44) und ihrer Größe normale Proportionen gehabt habe. Im Laufe der anderthalb Jahre ihrer Krebsbehandlung verlor Mayday 27 kg, bis sie bei 54 kg die Größe 10 (EU 40) trug, was ihrer Meinung nach in den sozialen Medien „Skinny Shaming“ auslöste. Einige ihrer ehemaligen Fans oder Freunde warfen ihr vor, mit ihrem Krebs Geld zu verdienen und berühmt zu werden.
Im Juli 2014 wurde ihr mitgeteilt, dass sie krebsfrei sei. Sie flog daraufhin nach Australien, um an einer Kampagne für die Australian Women’s Weekly teilzunehmen. Sie war eines von sechs Models, die im April 2015 in Lane Bryants #ImNoAngel-Kampagne vorgestellt wurden, in der Frauen mit für Models atypischen Proportionen gezeigt wurden. Ihre unretuschierten Operationsnarben waren auf den Fotos zu sehen. Im Juni 2015 kehrte Maydays Krebs zurück und sie hatte eine fünfte Operation, um einen weiteren Tumor zu entfernen. Sie hat auch Bilder von dieser Operation auf Instagram gepostet und ihre Narben „Schönheitsflecken“ genannt, aber sich von da an nicht mehr als krebsfrei bezeichnet.
Mayday arbeitete in New York als Model, bis 2017 ihre Krankheit erneut auftrat und sie nach Kanada zurückkehrte. Im Jahr 2017 war Mayday das Gesicht des kanadischen Übergrößen-Bekleidungsgeschäfts Addition Elle, um Geld für Ovarian Cancer Canada zu sammeln. Sie hat auf Instagram über die Schwierigkeiten ihrer Behandlungen berichtet, darunter Bilder von ihrer Erschöpfung und Videos, in denen sie über Erbrechen und Chemotherapie sprach.
2018 schrieb sie einen Artikel für das Flare-Magazin über ihre Gebärmutterentfernung, durch die sie keine Kinder bekommen konnte. Es war die erste ihrer großen Operationen. Sie hatte eigentlich geplant, irgendwann fünf Kinder zu haben, und konsultierte daher nach der Krebsdiagnose einen Fruchtbarkeitsspezialisten, ob ihr Eier entnommen werden könnten. Da die einzunehmenden Medikamente das Fortschreiten ihres Krebses beschleunigt hätten, entschied sie sich aber dagegen. „Ich muss auf die jungen Mädchen aufpassen, die mich brauchen oder diese Stimme brauchen. Das ist meine Art der Erziehung im Moment“, sagte sie der CBC.

## Tod
Ihre Krankheit war in den letzten Monaten stark fortgeschritten, und die Ärzte konnten keine Heilung mehr bewirken. Eine Highschool-Freundin, die zu ihr geflogen war, sagte, Mayday habe den Tod akzeptiert. Sie starb am 1. März 2019 im Alter von 30 Jahren in Vancouver. Maydays Facebook-Fanseite hat kurz danach fast 500.000 Anhänger.